# Милан Живановић
Милан Живановић (Грачаница, 19. фебруар 1959) српски је математичар и песник.

## Образовање
Основну и средњу школу је завршио у Бајиној Башти. У Београду је завршио Математички факултет и специјализацију наставног смера. Магистрирао је на Природноматематичком факултету у Новом Саду са темом Питагорина теорема и њен зачај у настави математике. На Филозофском факултету, универзитета у Источном Сарајеву је 31. јануара 2011. на катедри за математику одбранио докторску тезу „Примјена једне линеарне трансформације у геометрији и алгебри“.

## Семинари
Учествовао је као излагач на следећим научним скуповима и семинарима:
- Семинари о настави математике 2006. у Београду, 2007. у Београду, 2008. у Нишу, 2009. у Београду 2010. у Београду и 2011 у Новом Саду.
- МКНАМА међународна конференција о настави математике август 2007. у Новом Саду
- Наука и настава на универзитету, Дан Филозофског факултета, мај 2008. у Источном Сарајеву
- 12. Српски математички конгрес август-септембар 2008. у Новом Саду
- Симпозијум Дани математике 13-14. септембар 2008. у Београду, поводом прославе 200 година Универзитета.
- Интердисциплинарност и јединство савремене науке, научни скуп поводом дана Филозофског факултета у Источном Сарајеву, Пале, 22-24. мај 2009.
- ПРИМ 2009. Семинар о примењеној математици, Суботица, 25-27. мај 2009.
- Наука и политика, научни скуп поводом дан Филозофског факултета у Источном Сарајеву, Пале, 22-23. мај 2010.
- Симпозијум Математика и примене - осврт 30 година уназад, Математички факултет, Београд, 28-29. мај 2010.
- МАТМ2011 - Методички аспекти наставе математике[мртва веза], друга међународна конференција, Педагошки факултет Јагодина, 14-15. мај 2011. Јагодина.
- Прва математичка конференција Републике Српске Архивирано на веб-сајту  (26. април 2011), Филозофски факултет Пале, Универзитет у Источном Сарајеву, 21-22. мај 2011.
- СЕД 2011, IV Међународна конференција: Наука и високо образовање у функцији одрживог развоја 7.-8. октобар 2011. Ужице.
- Наука и традиција, 18.-19. мај 2012. Филозофски факултет Пале, Универзитет Источно Сарајево.
- Друга математичка конференција Републике Српске, 8.-9. јун 2012, Требиње

## Поезија
- Као да ме не чујеш,Велики књижевни конкурс Заветине, Београд 2008-2009.
- Гарави сокак 2010, 2011, 2012, зборник са конкурса Књижевног клуба „Мика Антић“, Инђија
- Ноћ боема 2011, зборник Књижевног клуба „Мика Антић“, Инђија
- Путујуће хаику друштво, зборник Мој омиљени хаику стих
- Сунце и пропланак, Сербика Архивирано на веб-сајту  (17. децембар 2013), Београд 2013